# Ithomiola cribralis
Ithomiola cribralis is een vlindersoort uit de familie van de prachtvlinders (Riodinidae), onderfamilie Riodininae.
Ithomiola cribralis werd in 1915 beschreven door Stichel.